# Ambidédi Poste
Ambidédi Poste est une localité, chef-lieu de la commune rurale malienne de Kéméné Tambo et chef-lieu du Cercle de Ambidédi dans la région de Kayes.

## Géographie
La localité est située sur la rive gauche du Sénégal, et à proximité de la route nationale RN 1 (axe Kayes-Sénégal) à 44 km à l'ouest du chef-lieu régional Kayes.

## Histoire
La localité est érigée en chef-lieu du 5e cercle de la région de Kayes lors de la réforme administrative de 2023.

## Économie
Les principales activités de la population sont l'agriculture, la pêche et l'élevage.

## Infrastructures et services
Lors du recensement de 2009, la localité est desservie par les services suivants. :
- deux écoles
- un centre de santé
- une caisse d'épargne et de crédit
- 6 points d'eau